# Platinum (Sony)
Pour les articles homonymes, voir Platinum.
La gamme Platinum est un label commercial utilisé par Sony dans la région PAL pour promouvoir et stimuler les ventes des jeux vidéo les mieux vendus sur les consoles PlayStation, jusqu'à la PlayStation 3.

## Principe

Logo PlayStation Platinum.

La gamme Platinum arrive en Europe le 7 mars 1997,,,, le prix pour un jeu vidéo est alors fixé entre 149 francs et 169 francs,. Pour qu'un jeu soit éligible à la « gamme Platinum », le soft doit s'être écoulé à 250 000 exemplaires, à travers l'Europe. Cette condition sera modifiée quelque temps plus tard et passera à 500 000 exemplaires pour remplir ce critère. Les 500 000 exemplaires d'un jeu doivent également s'écouler au cours de ses six premiers mois de vente. Sony édite pour la région PAL six premiers jeux dans la gamme Platinum : Air Combat, Battle Arena Toshinden, Destruction Derby, Ridge Racer,  Tekken et WipeOut,,,,.
Pour la PlayStation 2, Sony attribue le label aux jeux sortis depuis au moins six mois et déjà vendus à plus de 400 000 exemplaires. À partir du moment où le label est attribué, le jeu rentre dans la gamme Platinum et voit son prix réduit d'environ 50 %. Ainsi sur PS3, le prix de vente en France est de 30 € en Platinum contre environ 70 € à la sortie du jeu[réf. nécessaire].
Le label Platinum a disparu depuis l'époque de la PlayStation 4, au profit du label PlayStation Hits. Le principe reste le même, à la différence que les jeux portant ce label sont commercialisés au prix de 19,99 € au lieu de 30 € pour le label Platinum.

## Diffusion
Ce label est utilisé en Europe, en Australie, en Nouvelle-Zélande et en Inde. Un label similaire, le Greatest Hits, est réservé au marché nord-américain, tout comme The Best n'existe qu'au Japon.
Des labels similaires existent chez Sega (Sega All Stars), Nintendo (Player's Choice) et Microsoft (Xbox Classic).
Il existe des jeux Platinum au format Blu-Ray sur PS3, uniquement dans la région PAL, bien que les jeux PS3 soient dé-zonés.
Le label PlayStation Hits, qui remplace la gamme Platinum, est quant à lui international.